# Empecamenta sinuaticeps
Empecamenta sinuaticeps är en skalbaggsart som beskrevs av Moser 1924. Empecamenta sinuaticeps ingår i släktet Empecamenta och familjen Melolonthidae. Inga underarter finns listade i Catalogue of Life.